# دي هارفي
دي هارفي (بالإنجليزية: Dee Harvey)‏ هو فنان أمريكي، ولد في 24 أغسطس 1965 في ممفيس في الولايات المتحدة، وتوفي في 1 ديسمبر 2012.